# Zawata
Zawata (àrab: زواتا, Zawātā) és un vila palestina de la governació de Nablus, a Cisjordània, al nord de la vall del Jordà, 16 kilòmetres al sud-est de Nablus. Segons l'Oficina Central Palestina d'Estadístiques tenia 1.900 habitants en 2006.

## Història
Segons el cens de Palestina de 1931, ordenat per les autoritats del Mandat Britànic de Palestina, Zeita tenia 73 cases ocupades i una població de 247 musulmans.